# بانک کریستیانا
بانک کریستیانا (انگلیسی: Christiania Bank) شرکت خدمات مالی و بانکداری نروژی است، که در سال ۱۸۴۸ تأسیس شد.